# Ahmed Boutaleb
Ne doit pas être confondu avec Ahmed Aboutaleb.
Le Général Ahmed Boutaleb (en arabe : أحمد بوطالب), né en 1935 à Tahla, dans la province de Taza, est un ancien inspecteur de l'armée de l'air royale marocaine,,.
Il rejoint l'armée de l'air en 1964 au sein d'une nouvelle classe d'officiers de l'armée de l'air recrutés après la guerre du sable de 1963. En 1977, il occupe le grade de capitaine.
Vers la fin du règne d'Hassan II, Boutaleb est nommé aide de camp du prince héritier Sidi Mohammed et promu quelque temps après au grade de colonel major puis à son poste actuel, en remplacement du général Abdelaziz Alaoui M'rani. Il commence sa carrière militaire en tant que pilote de C-130 et avait été formé aux États-Unis.
Ahmed Boutaleb est originaire des Beni Ourain (également connus sous le nom de Beni Warain ), une tribu Zenata de la région au sud de Taza .